# Wolf Heinrich Graf von Baudissin
Wolf Heinrich Friedrich Karl Graf von Baudissin (Copenhague, 30 de janeiro de 1789 — 4 de abril de 1878) foi um diplomata, escritor e tradutor alemão.
Baudissin foi diplomata em Estocolmo, Paris e Viena além viajar à Itália, França, Grécia e Turquia e, por fim, viveu e trabalhou em Dresden (1827). Baudissin colaborou na tradução de várias obras de William Shakespeare junto com August Wilhelm Schlegel, Ludwig Tieck e Dorothea Tieck. Independentemente ele traduziu Molière, Carlo Goldoni, Carlo Gozzi e outros.

## Traduções
- Wirnt von Grafenberg, Wigalois.
- Hartmann von Aue, Iwein, 1845.
- Ben Jonson (selecção de obras e materiais contextuais), 1836.
- Molière, Comédia completas, 1865-1867.
- William Shakespeare:
  - Antônio e Cleópatra
  - As Alegres Comadres de Windsor
  - Rei Lear
  - Henrique VIII
  - Othello
  - Titus Andronicus
  - Tróilo e Créssida
  - Much Ado About Nothing